# (893) Leopoldina
(893) Leopoldina – planetoida z pasa głównego asteroid okrążająca Słońce w ciągu 5 lat i 120 dni w średniej odległości 3,05 au. Została odkryta 31 maja 1918 roku w Landessternwarte Heidelberg-Königstuhl w Heidelbergu przez Maxa Wolfa. Nazwa pochodzi od Niemieckiej Akademii Przyrodników – Leopoldina (niem. Deutsche Akademie der Naturforscher Leopoldina), powołanej do życia w 1652 roku. Przed nadaniem nazwy planetoida nosiła oznaczenie tymczasowe (893) 1918 DS.